# Effet idéomoteur

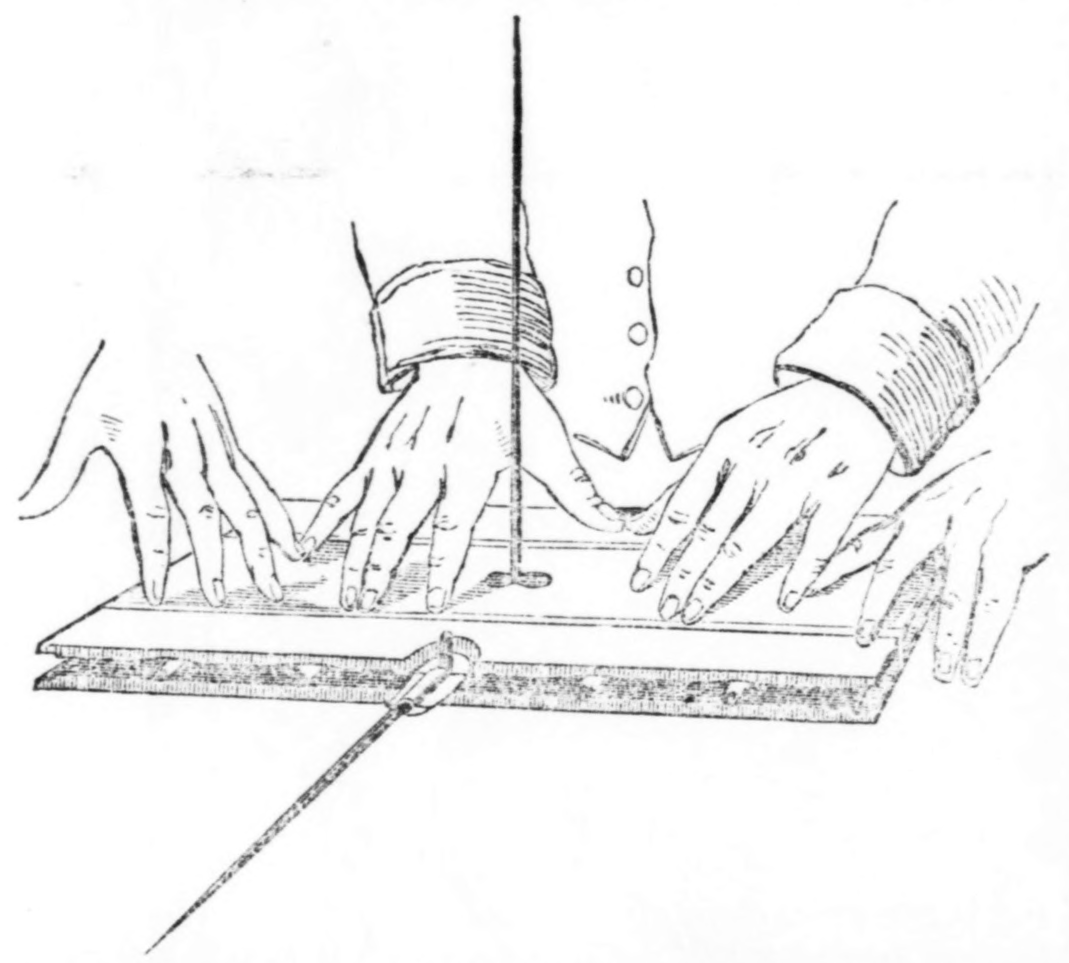
Illustration encyclopédique de mouvements idéomoteurs(Induits par l'inconscient du sujet sous une croyance)Système employé par Michael Faraday
The Illustrated London News, July 16, 1853, page 35.

L'effet idéomoteur est un phénomène psychologique où un sujet exécute des mouvements musculaires inconscients. Les scientifiques attribuent l'écriture automatique (psychographie), la communication facilitée, certains tours de mentalisme, le ouija, la radiesthésie, ainsi que le mouvement de la baguette des sourciers à l'effet idéomoteur. Certains ostéopathes considèrent que l'effet idéomoteur serait aussi une explication de l'ostéopathie dite « crânienne ». Certaines personnes l'associent à un phénomène paranormal ou à des forces surnaturelles. Beaucoup de sujets ont du mal à admettre que leurs actions ne viennent que d'eux-mêmes, parce qu'ils n'en sont pas conscients.
Le terme a été employé la première fois par William Benjamin Carpenter en 1852 dans un document sur la suggestion où il explique que des mouvements musculaires peuvent être indépendants des désirs conscients et des émotions.
Les essais scientifiques faits par le physicien Michael Faraday, le chimiste Michel-Eugène Chevreul et les psychologues William James et Ray Hyman ont démontré que beaucoup de phénomènes attribués aux forces spirituelles ou paranormales, ou à des énergies mystérieuses, peuvent être dus à l'effet idéomoteur. En outre, ces essais démontrent que « des personnes honnêtes et intelligentes peuvent réaliser inconsciemment des mouvements musculaires qui sont conformes à leurs espérances » . Ils montrent aussi que des suggestions pouvant influencer le comportement peuvent être obtenues par des indices subtils (lecture à froid).